# Angus Deaton
Ne doit pas être confondu avec Angus Deayton.
Angus Stewart Deaton, né le 19 octobre 1945 à Édimbourg en Écosse (Royaume-Uni), est un économiste britannico-américain, spécialiste de microéconomie. Il a obtenu le prix de la Banque de Suède en sciences économiques en mémoire d'Alfred Nobel en 2015.

## Biographie
Né en Écosse, Angus Deaton effectue ses études primaires et secondaires au Fettes College. Il poursuit ses études au Fitzwilliam College (Deaton deviendra fellow du collège) de l'université de Cambridge en Angleterre où il obtient un Bachelor of Arts, un Master of Arts, et enfin un Doctorate of Philosophy en sciences économiques.
Deaton commence sa carrière à l'université de Bristol en 1976, en tant que professeur d'économétrie. Il reçoit ensuite, en 1978, la Firsch Medal attribuée par la société d'économétrie. Il quitte Bristol en 1983 et rejoint le département d'économie de l'université de Princeton en tant que professeur en relations internationales et en économie. Il acquiert par la suite la nationalité américaine. Il épouse également en 1997 une économiste américaine et collègue enseignante de l'université de Princeton, Anne Case,.
En 2015, âgé de 69 ans et enseignant toujours à Princeton, il est lauréat du prix de la Banque de Suède en sciences économiques en mémoire d'Alfred Nobel pour ses travaux basés sur la mesure économétrique fine des comportements individuels dans le domaine de la consommation et la pauvreté en relation avec le bien-être.
Dans une tribune publiée dans Le Monde en avril 2017, il fait partie des 25 lauréats du « prix Nobel » d'économie dénonçant le programme anti-européen de Marine Le Pen pour les élections présidentielles françaises 2017.

## Conceptions économiques

### Revenu et santé
Deaton explique, dans son livre intitulé The Great Escape: Health, wealth and the origins of inequality, que la corrélation qui a été observée — d’abord par Samuel H. Preston (en) en 1975 — entre des mesures de santé (espérance de vie, taux de petits poids de naissance, grandeur, etc.) et de revenu (PIB, etc.) n’est pas causale. De manière générale, la croissance du revenu ne contribue pas significativement à améliorer la santé. La hausse du revenu contribue à améliorer l’état de santé des populations et des personnes qui sont très pauvres dans la mesure où elle permet de se procurer les aliments nécessaires ou de l’eau potable. Cependant, l’espérance de vie s’est accrue d’environ vingt ans dans plusieurs pays (Bolivie, Honduras, Nicaragua) en l’absence de croissance économique importante ; et le taux de mortalité infantile a beaucoup diminué en Chine avant que la croissance économique décolle vers 1980, alors qu’il tendait à cesser de diminuer en Inde malgré l’accélération de la croissance économique au début des années 1990. En fait, plusieurs des améliorations qui peuvent sauver des vies ne sont pas très onéreuses, et ce qui a réellement permis d’améliorer les indicateurs de santé (par exemple d’augmenter l’espérance de vie de 12 ans au Sri Lanka entre 1946 et 1956), ce ne sont pas les ressources économiques comme telles, mais la « volonté politique et sociale d’aborder les problèmes de santé ». La relation apparente entre le revenu et la santé quand on considère différents pays est due à une « variation dans la qualité des institutions » ; et les écarts des taux de mortalité s’expliquent par « l'application des connaissances, en particulier par l'action gouvernementale ». Dans des pays qui étaient à des stades différents de développement, les mêmes connaissances médicales ont souvent eu des effets similaires sur le taux de mortalité ; et beaucoup des améliorations en matière de santé sont directement reliées à la capacité des institutions de mener des projets (par exemple, assainissement des eaux) et des campagnes d'information (par exemple, lavage des mains et utilisation du préservatif). L'implication pratique de cette étude est que les « maladies liées à la pauvreté » ne disparaissent pas avec la croissance économique, et que la meilleure manière d'en réduire le fardeau consiste à mettre directement l'emphase sur les enjeux de santé.

### Progrès et inégalités
Selon Deaton, « le progrès est un moteur d’inégalité (qui) creuse des fossés entre les gens qui dirigent le progrès — et donc qui en tirent avantage — et les autres ». Quand l'inégalité est temporaire, ce n’est pas un problème ; le problème survient quand les améliorations issues de la connaissance ou des technologies médicales ne profitent pas à tous, comme le taux de mortalité du cancer du sein qui est plus élevé parmi les femmes « noires » que chez les « blanches » (aux États-Unis). Ainsi, « ce qui est le plus préoccupant à propos des écarts de revenus, c’est qu'ils peuvent se transformer en inégalités politiques », alors que « des études ont démontré que les politiciens sont beaucoup plus attentifs à leurs concitoyens riches que pauvres ». Les économistes croient à l'optimum de Pareto, selon lequel le monde devient meilleur si le bien-être d’une personne s’améliore alors que personne n’y perd, mais « ils en adoptent une conception très étroite » quand ils trouvent normal que l’argent des uns soit utilisé pour miner le bien-être des autres, en termes d’accès à l'éducation publique ou aux soins de santé, ou qu’il y a beaucoup de dépenses militaires, et donc moins de ressources pour les programmes sociaux, alors qu'il faut payer des taxes et vivre dans un tel système. Par exemple, l'organisation des soins de santé aux États-Unis subit une perte importante dans ce qui est dépensé en rentes, qui ne profite qu’à un petit groupe et fait perdre à tous les autres.

### Le «paradoxe de Deaton»: une contestation empirique de la théorie friedmanienne
Angus Deaton stipule, dans Understanding Consumption (1992), qu'une hausse du revenu non-anticipée provoque une variation moindre de la consommation. Autrement dit, une hausse ou une chute brutale du revenu n'entraînera pas une forte évolution. Par conséquent, même à court terme la consommation est stable. Ainsi, le paradoxe apparaît comme une réfutation de la théorie du revenu permanent de Milton Friedman. En effet, pour Friedman, si la consommation est stable à long-terme, elle est cependant instable à court-terme.

### Autres notions économiques
En 2010, Angus Deaton contribue à une étude où il montre avec Daniel Kahneman (lauréat du « prix Nobel d'économie » 2002) qu'aux États-Unis l'argent fait le bonheur jusqu'à un revenu annuel de 75 000 $US (68 000 euros/an). À revenu plus élevé, la qualité de vie ne semble plus s'améliorer, peut-être — selon lui — parce qu'au-delà de ce seuil « des hausses de revenus n’améliorent plus la capacité des individus à faire ce qui compte le plus pour leur bien-être émotionnel, comme de passer du temps avec ceux qui leur sont chers, éviter la douleur et la maladie, et profiter de leurs loisirs ».
En 2013, dans The Great Escape: Health, wealth and the origin of inequality, il estime que, parce que la grande pauvreté a reculé, « la vie est meilleure aujourd’hui qu’elle ne l’a jamais été dans toute l’histoire », affirmation qu'il nuance en 2015 en rappelant qu'« il ne faut pas faire preuve d’un optimisme aveugle : 800 millions de personnes vivent toujours dans la pauvreté », qui pourrait comme les inégalités, augmenter en raison du dérèglement climatique.
Il a notamment montré qu'accroître le revenu des plus pauvres (dont ceux dans les pays en développement) ne se traduit pas nécessairement aussitôt par un recul de la malnutrition ; en raison de comportements individuels qui, par exemple, peuvent conduire à ce que cet argent soit d'abord investi dans l'achat d'un téléphone portable. Ainsi la mesure du bien-être doit être nuancée et non confondue avec le niveau de revenu. Il estime que le libre-échange pourrait être préférable à l'aide au développement (qui selon lui « rend les leaders moins démocratiques »). Ce qu'il reproche aux organisations d'aide au développement est critiqué, notamment par Oxfam et Bill Gates[réf. souhaitée].

## Publications

### Livres en anglais
- Models and Projections of Demand in Post-War Britain, Chapman & Hall, Londres, 1975, Cambridge studies in applied econometrics, 1, 1 vol. (X-261 pages).
- Economics and Consumer Behavior (avec John Muellbauer (en)), Berkeley University Press, Cambridge, New York, Durham, Manchester, Melbourne, 1980,  (ISBN 978-0-521-29676-2), 450 pages.
- Essays in the Theory and Measurement of Consumer Behaviour in Honour of Sir Richard Stone, Berkeley University Press, Cambridge, New York, Durham, Manchester, Melbourne, 1981, 344 pages.
- Understanding Consumption (Clarendon Lectures in Economics), Clarendon Press, Oxford, 1992,  (ISBN 0-19-828824-7).
- The Analysis of Household Surveys: A microeconometric approach to development policy, Johns Hopkins University Press for the World Bank, Baltimore, 1997. [lire en ligne] [PDF]
- The Great Escape: Health, wealth and the origin of inequality, Princeton University Press, Princeton, 2013,  (ISBN 978-1-4008-4796-9).

- (en) Economics in America: An Immigrant Economist Explores the Land of Inequality, Princeton University Press, 2023, 280 p. (ISBN 9780691247625)

### Livres en français
- Angus Deaton, Anne Case (trad. Laurent Bury), Morts de désespoir: L'avenir du capitalisme [« Deaths of Despair and the Future of Capitalism »], PUF, 2021, 412 p. (ISBN 978-2-13-082735-1)

- (fr) Le Monde dans 100 ans : des économistes de renom prédisent l’avenir (avec Daron Acemoğlu, Avinash K. Dixit, Edward L. Glaeser, Andreu Mas-Colell, John E. Roemer, Alvin E. Roth, Robert J. Shiller, Robert M. Solow, Martin Weitzman, Ignacio Palacios-Huerta (éditeur scientifique), Jean-David Avenel (traducteur) et Philippe Frouté (traducteur)), éditions Economica, Paris, Londres, Genève, 2015, 1 vol. (XI-195 pages).

- (fr) La Grande Évasion : santé, richesse et origine des inégalités [« The Great Escape: Health, wealth and the origin of inequality »], PUF, 2016, 384 p. (ISBN 978-2-13-073686-8)

### Documents de travail
- On the Behavior of Commodity Prices (avec Guy Laroque, l’ENSAE et l’INSEE), INSEE, Paris, 1989, document de travail CREST no 2002-19, 38 pages.
- Estimating the Commodity Price Model (avec Guy Laroque, l’INSEE, le Département de la recherche et le CREST), INSEE, Paris, 1989, document de travail ENSAE et Unité de recherche no 8909, 1 vol., 60 pages.
- Patterns of Aging in Thailand and Côte d’Ivoire (avec Christina Paxson), The World Bank, Washington, 1991, Living standards measurement study working paper 81, 1 vol., 46 pages.
- Demand Analysis and Tax Reform in Pakistan (avec Franque Grimard), Banque mondiale, Washington, 1992, Living standards measurement study working paper 85, 1 vol. (IX-45 pages).
- Competitive Storage anc Commodity Price Dynamics (avec Guy Laroque et le CREST), INSEE, Paris, 1994, document de travail CREST no 9460, 41 pages.
- Estimating a Nonlinear Rational Expectations Model with Unobservable State Variables (avec Guy Laroque et le CREST), INSEE, Paris, 1994, document de travail CREST no 9501, 47 pages.
- Housing, Land Prices, and the Link between Growth and Saving (avec Guy Laroque et le CREST), INSEE, Paris, 1999, document de travail CREST no 9922, 36 pages.
- A Model of Commodity Prices after Sir Arthur Lewis (avec Guy Laroque et le CREST), INSEE, Paris, 2002, document de travail CREST no 2002-19, 38 pages.

### Principaux articles
- « Demand Analysis », Handbook of Econometrics, vol. 3, North-Holland Publishing company, 1986, pp. 1767–1839
- « Life-Cycle Models of Consumption: Is the Evidence Consistent with the Theory? », Advances in Econometrics, vol. 2, University Press, 1987, pp. 121–148.
- « Data and Econometric Tools for Development Analysis », Handbook of Development Economics, 1995, pp. 1785–1882.
- « Getting Prices Right: What Should Be Done? », Journal of Economic Perspectives, vol. 12, no 1.
- « Commodity Prices and Growth in Africa », Journal of Economic Perspectives, vol. 13, no 3.
- « The Determinants of Mortality » (avec David M. Cutler (en) et Adriana Lleras-Muney), Journal of Economic Perspectives, vol. 20, no 3, pp. 97–120.
- « Income, Health, and Well-Being around the World: Evidence from the Gallup World Pull », Journal of Economic Perspectives, vol. 22, no 2, pp. 53–72.
- « On Measuring Child Costs: with Applications to Poor Countries » (avec John Muellbauer (en)), Journal of Political Economy, vol. 94 : no 4, pp. 720–744.
- « The Influence of Household Composition on Household Expenditure Patterns: Theory and Spanish Evidence » (avec Javier Ruiz-Castillo et Duncan C. Thomas), Journal of Political Economy, vol. 97 : no 1, pp. 179–200.
- « Intertemporal Choice and Inequality » (avec Christina Paxson), Journal of Political Economy, vol. 102 : no 3, pp. 437–467.
- « The Demand for Food and Calories » (avec Shankar Subramanian), Journal of Political Economy, vol. 104 : no 1, pp. 133–162.
- « Economies of Scale, Household Size, and the Demand for Food » (avec Christina Paxson), Journal of Political Economy, vol. 106 : no 5, pp. 897–930.
- « Growth and Saving among Individuals and Households » (avec Christina Paxson), The Review of Economics and Statistics, vol. 82, no 2, pp. 212–225.
- « Measuring Poverty in a Growing World: Or Measuring Growth in a Poor World », The Review of Economics and Statistics, vol. 87, no 1, pp. 1–19.
- « A Model of Commodity Prices after Sir Arthur Lewis » (avec Guy Laroque), Journal of Development Economics (en), vol. 71, no 2, pp. 289–310.
- « Why Is Consumption so Smooth » (avec John Y. Campbell (en)), The Review of Economic Studies, vol. 56, no 187.
- « On the Behaviour of Commodity Prices » (avec Guy Laroque), The Review of Economic Studies, vol. 59, no 198.
- « A profitable Approach to Labor Supply and Commodity Demands Over the Life-Cycle » (avec Martin J. Browning (en) et Margaret Irish), Econometrica, vol. 53, no 3, pp. 503–543.
- « Saving and Liquidity Constraints », Econometrica, vol. 59, no 5, pp. 1221–1248.
- « Quality, Quantity, and Spatial Variation of Price », The American Economic Review, vol. 78, no 3, pp. 418–430.
- « Rice Prices and Income Distribution in Thailand: a Non-Parametric Analysis », The Economic Journal, vol. 99, no 395.

## Distinctions
Il est fait chevalier lors de la Promotion 2016 de l'anniversaire de la Reine Elisabeth II (en).

### Récompenses et prix
- 1978 : Médaille Frisch (en) de la Société d'économétrie[13]
- 2011 : BBVA Foundation Frontiers of Knowledge Awards dans la catégorie Économie, Finance et Management
- 2014 : Prix Leontief pour l'avancement des limites de la pensée économique avec James K. Galbraith
- 2015 : Prix de la Banque de Suède en sciences économiques en mémoire d'Alfred Nobel dans le domaine de la Microéconomie et de l'Économie du développement[14]
- 2015 : Prix Cozzarelli de la Proceedings of the National Academy of Sciences

### Sociétés savantes
- 1978 : Membre de la Société d'économétrie[15]
- 1992 : Membre de l'Académie américaine des arts et des sciences dans la catégorie Sciences comportementales et sociales[16]
- 2001 : Membre correspondant de la British Academy[17]
- 2010 : Membre de la Royal Society of Edinburgh, dans le domaine des Sciences sociales et économique[18]
- 2010 : Membre distingué de l'American Economic Association[19]
- 2015 : Membre de l'Académie nationale des sciences[20]

### Doctoratshonoris causa
Il a obtenu plusieurs doctorats honoris causa :
- University College de Londres en Economie (DSc) ( Royaume-Uni, 2007)[21]
- Université de Rome « Tor Vergata » ( Italie, 5 juin 2007)[22]
- Université de St Andrews en Lettres (DLitt) ( Royaume-Uni, juin 2008)[23]
- Université d'Édimbourg ( Royaume-Uni, 2010)[24]
- Université Brown ( États-Unis, 1er juin 2016)[25]
- Université de Cambridge en Lettres (DLitt) ( Royaume-Uni, 19 juin 2019)[26]